# NGC 3603 A1
NGC 3603 A1 – układ podwójny gwiazd położony w młodej gromadzie otwartej NGC 3603, znajdującej się w gwiazdozbiorze Kila. Jest to układ zmienny zaćmieniowy. Składniki układu: A1a o masie ok. 116 mas Słońca i A1b o masie 89 M☉ z dokładnością 20%. W momencie opublikowania wyliczeń (2008) były najcięższymi znanymi gwiazdami, których masę wyliczono bezpośrednio na podstawie pomiarów. Nowa analiza wskazała (lipiec 2010), że ich masy w chwili narodzin wynosiły odpowiednio około 148 i 106 mas Słońca. Jedna z nich znajduje się blisko granicy 150 mas Słońca. Do 2010 astronomowie byli przekonani, że graniczna masa pojedynczej gwiazdy wynosi około 150 mas Słońca. Okres obrotu układu A1 wokół wspólnego środka masy wynosi 3,77 dni. Ponadto są tak ustawione względem Ziemi, że widać, jak zakrywają się nawzajem zgodnie z okresem orbitalnym.